# 東経30度線
東経30度線（とうけい30どせん）は、本初子午線面から東へ30度の角度を成す経線である。北極点から北極海、ヨーロッパ、トルコ、アフリカ、インド洋、南極海、南極大陸を通過して南極点までを結ぶ。
東経30度線は、西経150度線と共に大円を形成する。

## 通過する地域一覧
東経30度線は、北極点から南極点まで南に向かって以下の場所を通っている。
| 地理座標                                             | 国土・領土・領海         | 備考                                                               |
| ---------------------------------------------------- | ------------------------ | ------------------------------------------------------------------ |
| 北緯90度0分 東経30度0分 / 北緯90.000度 東経30.000度  | 北極海                   |                                                                    |
| 北緯80度9分 東経30度0分 / 北緯80.150度 東経30.000度  | バレンツ海               | Kongsøya島とAbeløya島（ ノルウェー・スヴァールバル諸島）の間を通過 |
| 北緯70度42分 東経30度0分 / 北緯70.700度 東経30.000度 | ノルウェー               |                                                                    |
| 北緯70度4分 東経30度0分 / 北緯70.067度 東経30.000度  | ヴァランゲル・フィヨルド |                                                                    |
| 北緯69度51分 東経30度0分 / 北緯69.850度 東経30.000度 | ノルウェー               |                                                                    |
| 北緯69度25分 東経30度0分 / 北緯69.417度 東経30.000度 | ロシア                   |                                                                    |
| 北緯67度41分 東経30度0分 / 北緯67.683度 東経30.000度 | フィンランド             | 約8km                                                              |
| 北緯67度37分 東経30度0分 / 北緯67.617度 東経30.000度 | ロシア                   |                                                                    |
| 北緯66度0分 東経30度0分 / 北緯66.000度 東経30.000度  | フィンランド             |                                                                    |
| 北緯65度41分 東経30度0分 / 北緯65.683度 東経30.000度 | ロシア                   |                                                                    |
| 北緯64度47分 東経30度0分 / 北緯64.783度 東経30.000度 | フィンランド             |                                                                    |
| 北緯63度45分 東経30度0分 / 北緯63.750度 東経30.000度 | ロシア                   | 約2km                                                              |
| 北緯63度44分 東経30度0分 / 北緯63.733度 東経30.000度 | フィンランド             |                                                                    |
| 北緯61度45分 東経30度0分 / 北緯61.750度 東経30.000度 | ロシア                   |                                                                    |
| 北緯60度0分 東経30度0分 / 北緯60.000度 東経30.000度  | バルト海                 | フィンランド湾                                                     |
| 北緯59度52分 東経30度0分 / 北緯59.867度 東経30.000度 | ロシア                   |                                                                    |
| 北緯55度51分 東経30度0分 / 北緯55.850度 東経30.000度 | ベラルーシ               |                                                                    |
| 北緯51度29分 東経30度0分 / 北緯51.483度 東経30.000度 | ウクライナ               |                                                                    |
| 北緯46度30分 東経30度0分 / 北緯46.500度 東経30.000度 | モルドバ                 | 約12km                                                             |
| 北緯46度23分 東経30度0分 / 北緯46.383度 東経30.000度 | ウクライナ               |                                                                    |
| 北緯45度44分 東経30度0分 / 北緯45.733度 東経30.000度 | 黒海                     |                                                                    |
| 北緯41度8分 東経30度0分 / 北緯41.133度 東経30.000度  | トルコ                   | 548km                                                              |
| 北緯36度13分 東経30度0分 / 北緯36.217度 東経30.000度 | 地中海                   |                                                                    |
| 北緯31度17分 東経30度0分 / 北緯31.283度 東経30.000度 | エジプト                 |                                                                    |
| 北緯22度0分 東経30度0分 / 北緯22.000度 東経30.000度  | スーダン                 |                                                                    |
| 北緯10度17分 東経30度0分 / 北緯10.283度 東経30.000度 | 南スーダン               |                                                                    |
| 北緯4度13分 東経30度0分 / 北緯4.217度 東経30.000度   | コンゴ民主共和国         |                                                                    |
| 北緯0度51分 東経30度0分 / 北緯0.850度 東経30.000度   | ウガンダ                 |                                                                    |
| 南緯1度26分 東経30度0分 / 南緯1.433度 東経30.000度   | ルワンダ                 | キガリのすぐ西を通過                                               |
| 南緯2度21分 東経30度0分 / 南緯2.350度 東経30.000度   | ブルンジ                 |                                                                    |
| 南緯4度18分 東経30度0分 / 南緯4.300度 東経30.000度   | タンザニア               |                                                                    |
| 南緯6度29分 東経30度0分 / 南緯6.483度 東経30.000度   | タンガニーカ湖           |                                                                    |
| 南緯7度8分 東経30度0分 / 南緯7.133度 東経30.000度    | コンゴ民主共和国         |                                                                    |
| 南緯8度19分 東経30度0分 / 南緯8.317度 東経30.000度   | ザンビア                 |                                                                    |
| 南緯15度38分 東経30度0分 / 南緯15.633度 東経30.000度 | ジンバブエ               |                                                                    |
| 南緯22度13分 東経30度0分 / 南緯22.217度 東経30.000度 | 南アフリカ共和国         | リンポポ州 ムプマランガ州 クワズール・ナタール州 東ケープ州        |
| 南緯31度18分 東経30度0分 / 南緯31.300度 東経30.000度 | インド洋                 |                                                                    |
| 南緯60度0分 東経30度0分 / 南緯60.000度 東経30.000度  | 南極海                   |                                                                    |
| 南緯69度18分 東経30度0分 / 南緯69.300度 東経30.000度 | 南極大陸                 | ドローニング・モード・ランド（ ノルウェーが領有権を主張）          |